# 556
556 је била преступна година.

## Догађаји
- Краљ Хлотар I гуши побуну Саксонаца и Тирингија у Саксонији (Немачка). Неко време он плаћа данак од 500 крава сваке године.
- Византијски заповедник јерменског порекла Нарзес протерао је Франке из Италије.
- Цариградски адвокат Јулијан саставио је прву збирку правних романа „Јулиани епитоме Новелларум“.
- Цар Јустинијан I је дозволио развод брака у Византији и забранио читање Мишне у синагогама.
- Група манихејаца погубљена је у Равени.
- Антиохијски сабор донео је одлуку о аутокефалности Грузијске цркве.
- Авари се појављују на средњем току Дунава, у степама Угарске.
- Персијанци су подигли зид тврђаве у превоју Дербент.
- У Кини је изграђена тврђава Бајанђу, која је касније постала део система утврђења Великог кинеског зида, а сам зид је проширен од тврђаве Зонг-ћин-чуи у Сихеу до обале мора.
- Краљ Синрик и његов син Сеавлин од Весекса боре се против Британаца у Беранбурху, који је сада идентификован као замак Барбури (Вилтшир) у југозападној Енглеској.
- Лазички рат: Византијска експедициона снага под Јустином поново заузима Археопољ (савремена Грузија) и разбија персијску војску.
- Опсада Фазе: Персијанци су поражени код опкољеног града Фазиса у Лазици, који држе Византинци.
- Краљ Хозроје I Ануширван отвара преговоре са Јустинијаном I, што доводи до успостављања 50-годишњег мировног споразума 562. године.
- 16. април – Дипломатски представник (апокрисијарије) у Константинопољу изабран је за папу Пелагија I, наследивши папу Вигилија као 60. римски епископ.

## Смрти
- Максимијан Равенски
- Киријак Отшелник